# Círculos en los cultivos

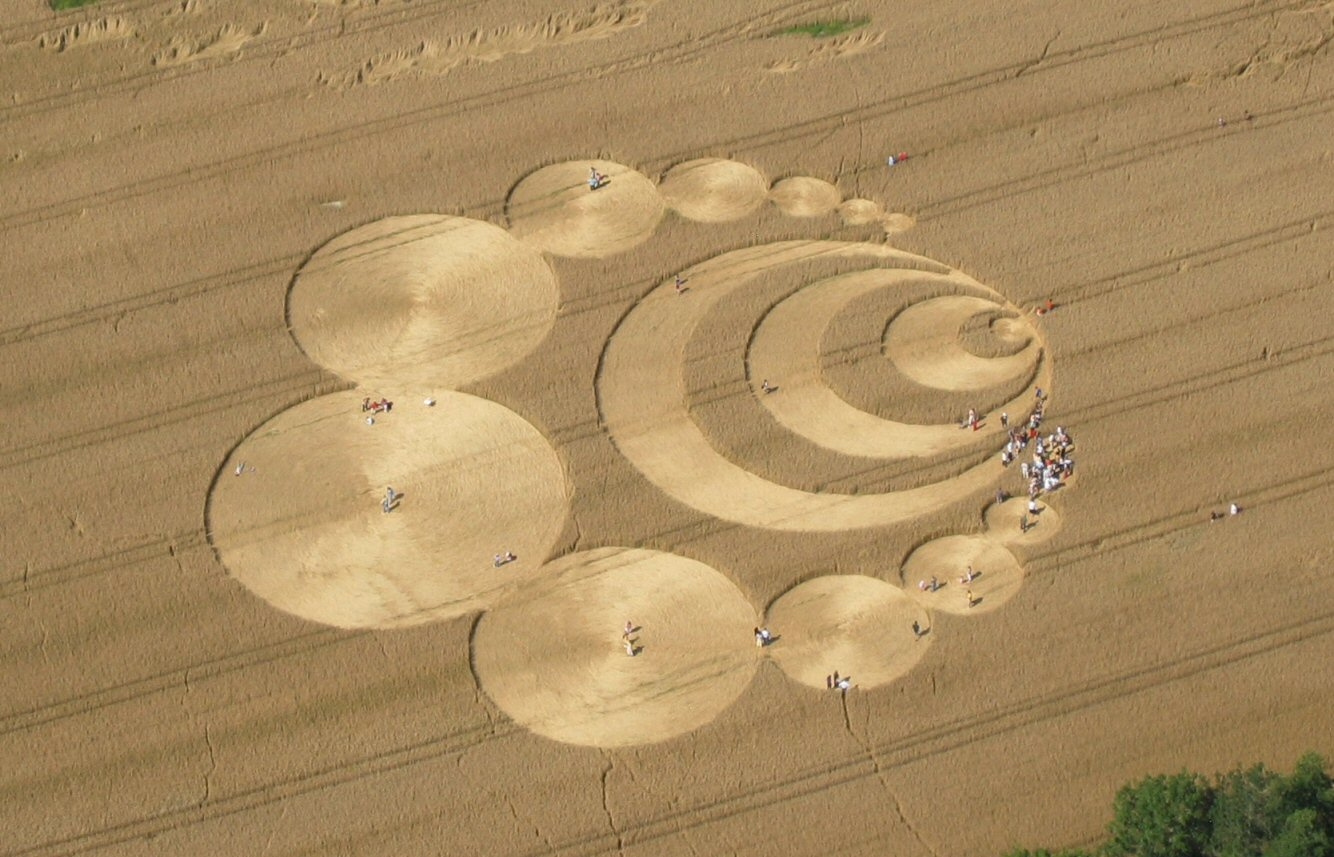
Círculo en Suiza.

Los círculos en los cultivos, círculos en las cosechas o círculos en el pasto (traducciones al español de su nombre original en inglés crop circles—, llamados también agroglifos, —palabra compuesta a partir del latín ager 'campo' y el griego γλυφη (glyphē) derivado de γλυφειν (glýphein) 'tallar, cincelar o esculpir') son diseños circulares de hierba tendida o quemada que aparecen en campos de cultivo, generalmente de cereales como trigo y maíz. Los aficionados y creyentes en fenómenos paranormales los atribuyen a intervención de seres extraterrestres, concretamente a actividad ovni. No hay ninguna evidencia que confirme esta última creencia, y algunos que han sido investigados, se ha demostrado que han sido producto de la mano del hombre.
Generalmente los propietarios de los cultivos declaran haberse percatado de su existencia de forma repentina, lo que sugiere que son creados durante la noche.

## Historia

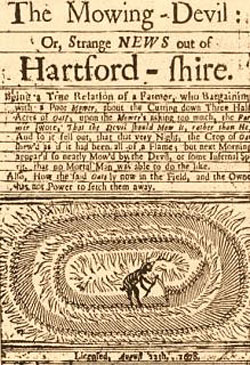
Folleto de 1678 sobre el Diablo Segador.

El nombre original crop circles fue acuñado por Doug Bower y Dave Chorley a fines de los años setenta del siglo XX. En 1991 declararon que desde el año 1978 habían sido autores de más de 200 círculos, inspirados en una formación aparecida en Queensland, que un granjero dijo haber encontrado tras ver un ovni sobrevolar la zona.

### Primeros reportes de apariciones circulares
Un folleto publicado el 22 de agosto de 1678, con el nombre de «The Mowing-Devil» (‘el diablo segador’) que muestra a un demonio cortando un gran círculo en el cultivo es considerado como el primer precedente de un agroglifo. El investigador Jim Schnabel no lo considera como un antecedente histórico ya que el texto describe a los tallos como cortados y no doblados.
En 1686, el naturalista Robert Plot reportó formas circulares en unos hongos, fenómeno cuya causa sería atribuida luego a corrientes de aire. En 1880 John Rand Capron describió unas formas circulares que aparecieron en un campo luego de una tormenta.

### Círculos modernos
Los reportes del fenómeno tal como se conoce popularmente datan de la década de los sesenta luego de que en Queensland, Australia, un granjero afirmara haber visto que un ovni emergía de un pantano. Cuando éste fue a revisar el área se encontró con una forma circular de 32 pies de largo por 25 pies de ancho. La policía local, la Real Fuerza Aérea Australiana y la Universidad de Queensland concluyeron que lo más probable es que el fenómeno se debiera a causas naturales. Según Bower y Chorey, este caso fue la inspiración para crear los agroglifos tal como se conocen hoy en día.
También en la década de 1960, hubo una oleada de ufólogos en el condado de Wiltshire, Inglaterra, con rumores de "formaciones circulares con forma de platillo" que aparecieron en la zona, pero nunca fueron fotografiadas.
Hubo otros informes previos a los años setenta de formaciones circulares, especialmente en Australia y Canadá, pero siempre fueron círculos simples, que podrían haber sido causados por torbellinos. En el magazine Fortean Times, David Wood informó que en 1940 ya había hecho círculos de cosecha cerca de Gloucestershire utilizando cuerdas. En 1997, el Oxford English Dictionary registró el primer uso del término "crop circles" en un número de 1988 del Journal of Meteorology, refiriéndose a una película de la BBC. La acuñación del término "crop circle" se atribuye a Colin Andrews a finales de los años setenta o principios de los ochenta.

### Auge
La mayoría de los informes de círculos en los cultivos han aparecido y se han difundido desde finales de los años setenta, ya que muchos de ellos comenzaron a aparecer en esa época en los campos de Inglaterra. Este fenómeno se hizo extensamente conocido a finales de los años ochenta, después de que los medios comenzaran a divulgar círculos del cultivo en Hampshire y Wiltshire. Después de la declaración de Bower y Chorley en 1991 responsabilizándose de muchos de ellos, los círculos comenzaron a aparecer por todo el mundo. Más de aproximadamente 10 000 círculos de cultivos han sido reportados internacionalmente, desde lugares como Rusia, el Reino Unido, Japón, Estados Unidos y Canadá. Los escépticos señalan una correlación entre los círculos de los cultivos, la cobertura de los medios de comunicación y la ausencia de leyes de cercado y/o legislación contra el ingreso a la propiedad privada.
Aunque los agricultores han expresado su preocupación por el daño causado a sus cultivos, la respuesta local a la aparición de los círculos pareciera ser entusiasta, debido al aumento del turismo, visitas de científicos, investigadores del fenómeno y las personas que buscan experiencias espirituales. El interés en torno a los círculos de cultivos ha generado visitas en autobús o helicóptero hacia los terrenos donde se encuentran éstos, además de excursiones a pie, camisetas y ventas de libros.
Desde la década del 2000, las formaciones han aumentado en tamaño y complejidad, algunos con hasta 2000 formas diferentes, e incorporando complejas características matemáticas y científicas.
El investigador Jeremy Northcote encontró que los círculos de cosecha en el Reino Unido no se propagan al azar a través del paisaje. Tienden a aparecer cerca de carreteras, áreas de población media a densa, y monumentos de patrimonio cultural, como Stonehenge o Avebury. Siempre aparecen en áreas de fácil acceso. Esto reafirmaría la hipótesis de que los círculos son causados por la acción humana intencional en vez de por una supuesta actividad paranormal. Otro indicio es que los habitantes de las zonas cercanas a la mayoría de estos círculos tienen una tendencia histórica a hacer grandes formaciones, incluyendo círculos de piedra tales como Stonehenge, montones de entierro tales como la Colina de Silbury, túmulos alargados como el de West Kennet, figuras de colina como el Caballo Blanco de Uffington y otros similares.
Una secuencia de vídeo utilizada en relación con la apertura de los Juegos Olímpicos de Londres 2012 muestra dos áreas de círculo de cultivo en forma de Anillos olímpicos. Otro círculo similar era visible para aquellos que aterrizaban en el aeropuerto de Londres-Heathrow, antes y durante los Juegos Olímpicos.

### Confesión de Bower y Chorley
En 1991, los autoproclamados bromistas Doug Bower y Dave Chorley hicieron noticia afirmando que fueron ellos quienes iniciaron el fenómeno en 1978 con el uso de herramientas simples que consistían en un tablón de madera, cuerda y una gorra de béisbol provista de un lazo de alambre para ayudarlos a caminar en línea recta.
Para demostrar su caso hicieron un círculo delante de los periodistas. Un defensor de las explicaciones paranormales de los círculos de las cosechas, Pat Delgado, examinó el círculo y lo declaró auténtico antes de que se revelara que era un engaño. Bower y Chorley, inspirados en un caso de 1966 en Australia, afirmaron ser responsables de todos los círculos realizados antes de 1978 y de más de 200 círculos de cultivos entre 1978 y 1991 (con cerca de 1000 otros círculos no realizados por ellos).
Después de su anuncio, los dos hombres demostraron cómo hacer un círculo de la cosecha. Según el profesor Richard Taylor, "las pictografías que crearon inspiraron una segunda oleada de artistas de cultivos. Lejos de decrecer, los círculos de las cosechas se han convertido en un fenómeno internacional, con cientos de pictografías sofisticadas apareciendo anualmente alrededor del mundo".
El magazine del Instituto Smithsoniano publicó:

Since Bower and Chorley’s circles appeared, the geometric designs have escalated in scale and complexity, as each year teams of anonymous circle-makers lay honey traps for New Age tourists
Desde que los círculos de Bower y Chorley aparecieron, los diseños geométricos han aumentado en escala y complejidad, ya que cada año grupos anónimos de creadores de círculos los hacen como un fuerte atractivo para los turistas del New Age.

### Arte y fines comerciales
Desde principios de la década de 1990, el colectivo británico de artes llamado 'Circlemakers', fundado por los artistas Rod Dickinson y John Lundberg, ha creado círculos de cultivo en el Reino Unido y en todo el mundo como parte de una práctica artística y para fines comerciales.

### Implicaciones legales
En 1992, los jóvenes húngaros Gábor Takács y Róbert Dallos, ambos de 17 años, fueron los primeros en enfrentarse a una acción legal después de crear un círculo de cultivo. Takács y Dallos eran estudiantes del St. Stephen Agricultural Technicum, una escuela secundaria especializada en agricultura en Hungría. El 8 de junio de 1992, los muchachos crearon un círculo de cultivo de 36 metros de diámetro en un campo de trigo cerca de Székesfehérvár, a 69 kilómetros al suroeste de Budapest. El 3 de septiembre, la pareja apareció en la televisión húngara y expuso el círculo como un engaño, mostrando fotos del campo antes y después de que el círculo se hiciera. Como resultado, la compañía Aranykalász, propietaria de la tierra, demandó a los adolescentes por 630,000 HUF (aproximadamente $ 3,000 USD) en daños. El juez presidente determinó que los estudiantes eran sólo responsables de los daños causados en el círculo en sí, por un monto de alrededor de 6.000 HUF ($ 30 USD), y que el 99% de los daños a los cultivos fue causado por los miles de visitantes que acudieron a Székesfehérvár después de la promoción de los medios de comunicación del agroglifo. La multa fue finalmente pagada por el programa de televisión, al igual que los honorarios de los abogados de los estudiantes.
En 2000, Matthew Williams se convirtió en el primer hombre en el Reino Unido en ser arrestado por causar un daño criminal después de hacer un círculo de cosecha cerca de Devizes. En noviembre de 2000, fue multado con £ 100 y otras £ 40 en costos. A partir de 2008, nadie más ha sido procesado con éxito en el Reino Unido por daños criminales causados por la creación de círculos de cultivo.

## Posible origen

### Causas paranormales
Algunas personas afirman que estas formaciones son generadas por seres extraterrestres, o a través de fuerzas paranormales de origen divino o telequinésico. Describen el mal funcionamiento de algunos aparatos eléctricos, brújulas, descargas de baterías, etcétera. También señalan la complejidad del diseño geométrico o la tecnología, supuestamente desconocida, con la que los círculos están realizados.[cita requerida]

### Autoría humana
Para otro grupo de intérpretes, no hay ninguna prueba que refute que los círculos sean creados por el hombre, preferentemente durante la noche, y con diversos fines, como diversión, arte o promoción turística.[cita requerida]
En 1991, dos jubilados, Doug Bower y Dave Chorley, se autoadjudicaron la autoría de los primeros círculos aparecidos a mediados de los años setenta, mostrando detalladamente a la prensa cómo los habían realizado.  Esta afirmación pronto fue refutada al ser incapaces de mostrar que pudieran hacer un círculo real en una noche utilizando sus sencillas herramientas, con tablas y cuerdas.

## Casos famosos desde 1990 hasta 2002

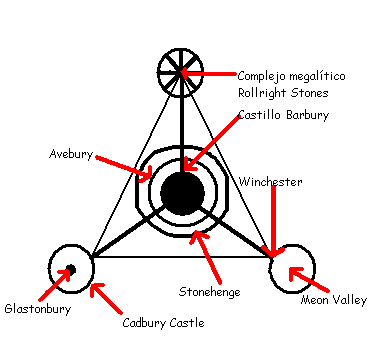
Esquema de la figura del castillo Barbury, la cual puede ser considerada como un mapa de la zona.

Todos estos sucesos han ocurrido en el Reino Unido:
- El 12 de julio de 1990 apareció un pictograma de 120 metros de longitud en un trigal en Alton Barnes (Wiltshire). La figura estaba formada por dos pares de círculos. Cada par tenía dos apéndices con forma de garra.
- En el verano de 1990, en un trigal de Exton (Hampshire) apareció un círculo de 20 metros de diámetro. Las espigas estaban dobladas en espiral en sentido horario. A su alrededor había cuatro círculos "satélite" de 6 metros de diámetro, con las espigas dobladas en espiral en sentido antihorario.
- El 17 de julio de 1991, un piloto de helicóptero observó un círculo rodeado por dos anillos y encerrado en un triángulo equilátero, el cual tenía un círculo en cada vértice, mientras sobrevolaba un trigal al pie del castillo Barbury, cerca de Swindon.
- El 30 de julio de 1991 apareció la figura de un pez cerca de Lockeridge (Wiltshire). En el siguiente mes, aparecieron otras siete figuras semejantes.
- El 21 de agosto de 2001 aparecieron dos círculos en un campo contiguo al radiotelescopio de Chilbolton, en Hampshire (Inglaterra). Uno de ellos era un rectángulo con un dibujo muy semejante, aunque con distinta información, al que utilizó Carl Sagan para el mensaje de Arecibo (que fue un mensaje en código binario, que podía generar esa imagen). El otro era un cuadrado con una imagen arbitrariamente pixelada que parecía contener el rostro de un supuesto extraterrestre. Este mensaje es conocido por los ufólogos como mensaje de Chilbolton.
- El 21 de agosto de 2002 apareció un círculo en un campo de maíz, con un mensaje en código ASCII, en la localidad de Sparsholt (Hampshire). Esta impresión es conocida con el nombre de mensaje de Sparsholt.
- El 13 de julio de 1996 apareció un círculo en la llanura Aluenque, en la Península de Vadalcadar. El círculo de 110 metros de diámetro contenía tres espirales enlazadas en su interior.

## Características de los cultivos

### Características del trigo

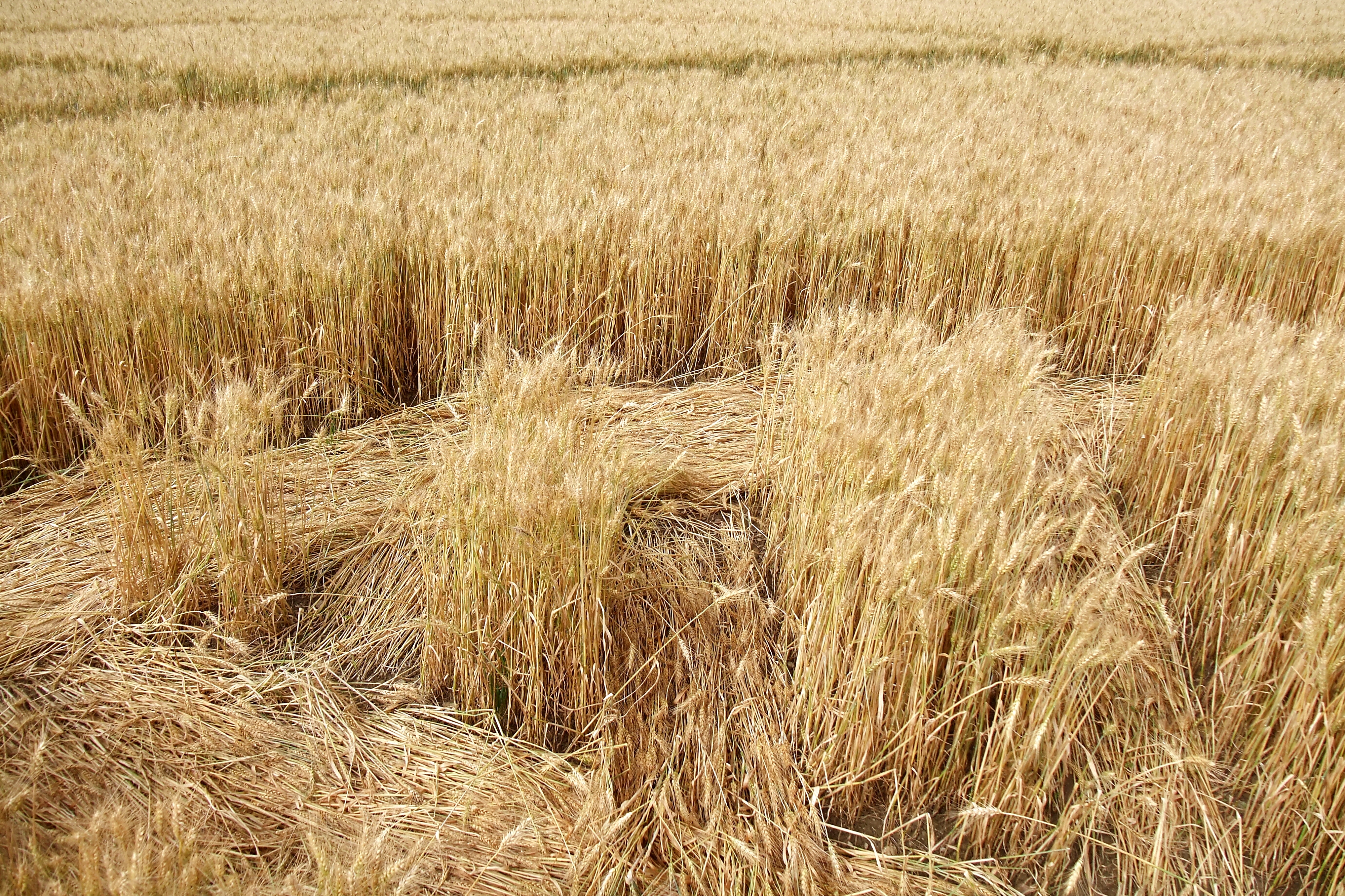
Detalle de un círculo de cultivo entre Steckborn y Hörhausen, 12 de julio de 2009.

Los creyentes en el origen no convencional (ufológico, paranormal u otro) de los dibujos señalan que:
- las plantas no están quebradas ni dobladas, sino deformadas por una radiación de características similares a las microondas.
- las plantas supervivientes en el seno del círculo presentan un crecimiento anormal.
- las plantas presentan alteraciones electromagnéticas.
- las plantas quebradas emiten radiación residual.

### Bolas de luz
Los creyentes en el origen paranormal de los círculos de cultivo han presentado fotografías que muestran bolas de luz, origen inteligente responsable de la materialización de los campos de cereales.
Los escépticos sostienen que es más posible que las luces sean simplemente un fraude.

### Diseño
Aunque inicialmente empezaron como dos o tres formas geométricas básicas, los círculos han ido incrementando su complejidad, hasta el punto de que han llegado a dar respuesta a mensajes en código binario, o han presentado formas tales como un dibujo del calendario maya e incluso con la imagen de un alienígena sosteniendo otro mensaje en código binario. Desde los años noventa se han creado estructuras complejas con diseños que incluyen:
- la proporción áurea
- el conjunto de Mandelbrot o
- la curva de Koch[36]

Además, las estructuras alcanzan hasta una hectárea de extensión, lo que haría necesario utilizar instrumental topográfico.

## Los círculos en la cultura popular
- En la película de M. Night Shyamalan Señales (2002), protagonizada por Mel Gibson, seres alienígenas crean dibujos en campos de cultivo como señalización para futuros aterrizajes.
- En Animales fantásticos y dónde encontrarlos, un libro escrito por J. K. Rowling, una criatura llamada Mooncalf de vez en cuando realiza bailes extraños que aplanan cosechas en los campos "para la confusión de muchos muggles".
- En 2006, usuarios de Firefox dibujaron el logotipo del navegador en un sembrado.[37]
- Una de las cartas del juego Yu-Gi-Oh! recibe el nombre de "Círculos en las Cosechas" en su versión internacional, mientras que su ilustración muestra un diseño del Ojo de Horus. Su efecto está relacionado con un arquetipo llamado "Alienígena", aludiendo a las teorías que aseguran que los círculos son creados por entidades extraterrestres.
- En el paquete recopilatorio Box Set y Remasters de la banda de rock Led Zeppelin se pueden ver en la portada unos círculos en campos de trigo sobre los que se proyecta la sombra de un zepelín.

## Galería de imágenes

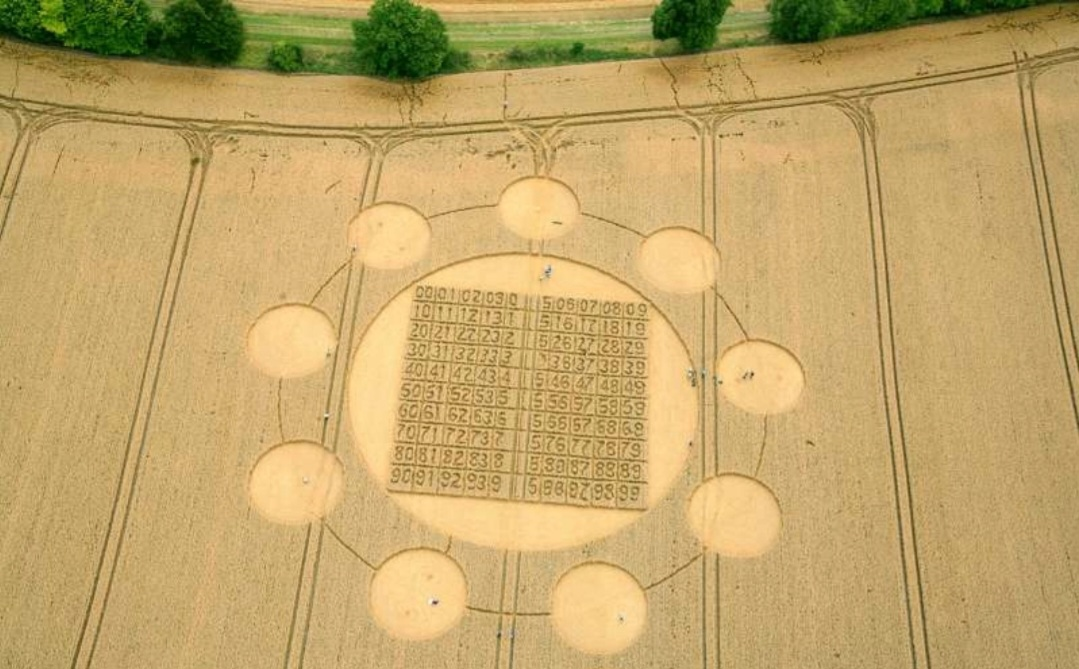
Inglaterra, 2006
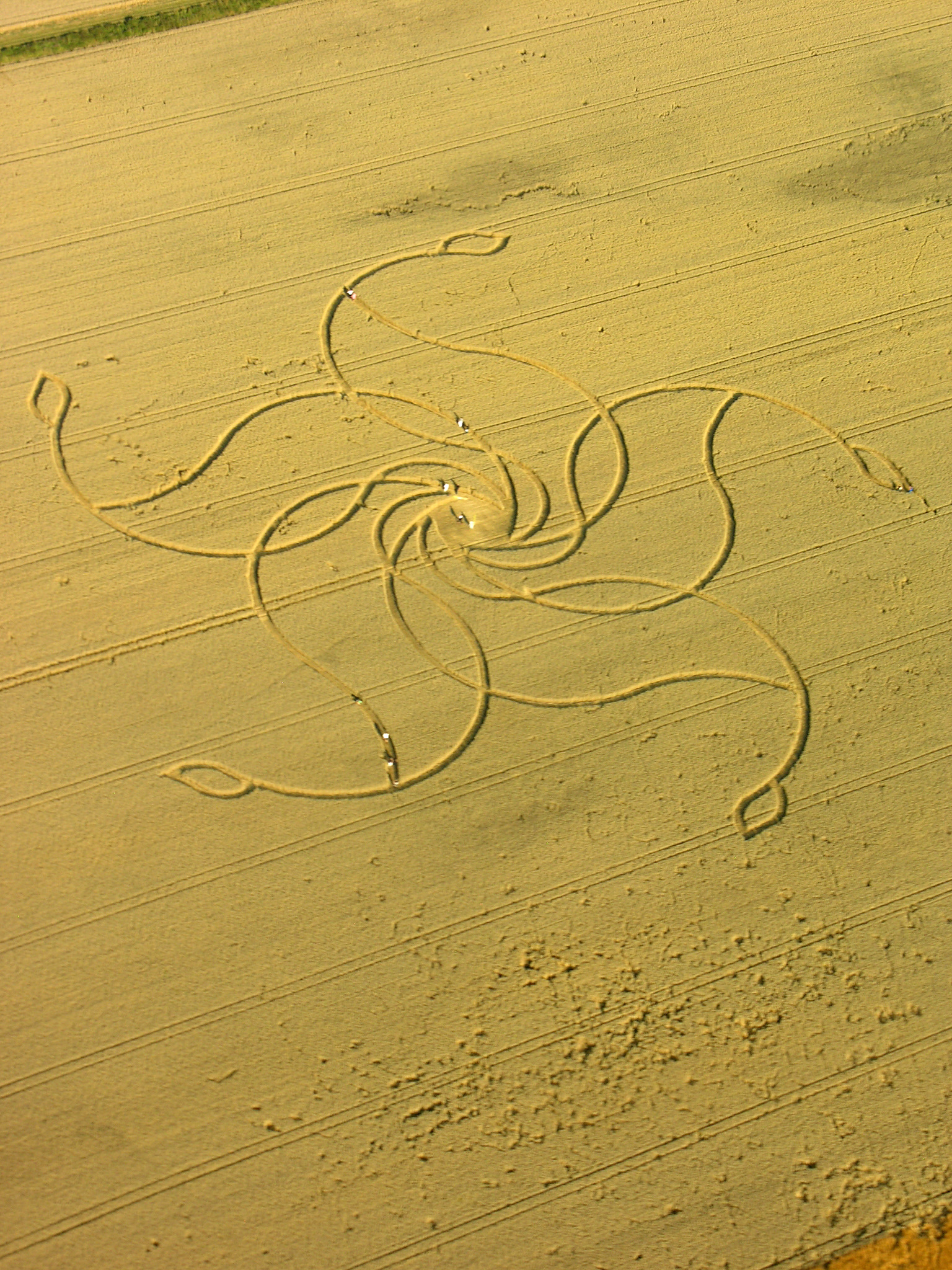
Diessenhofen (Suiza), 2008
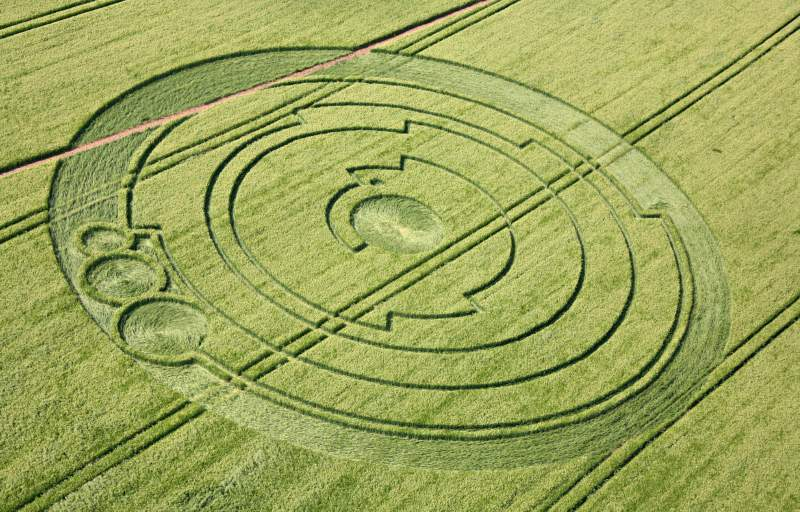
Wiltshire (Gran Bretaña), 2008
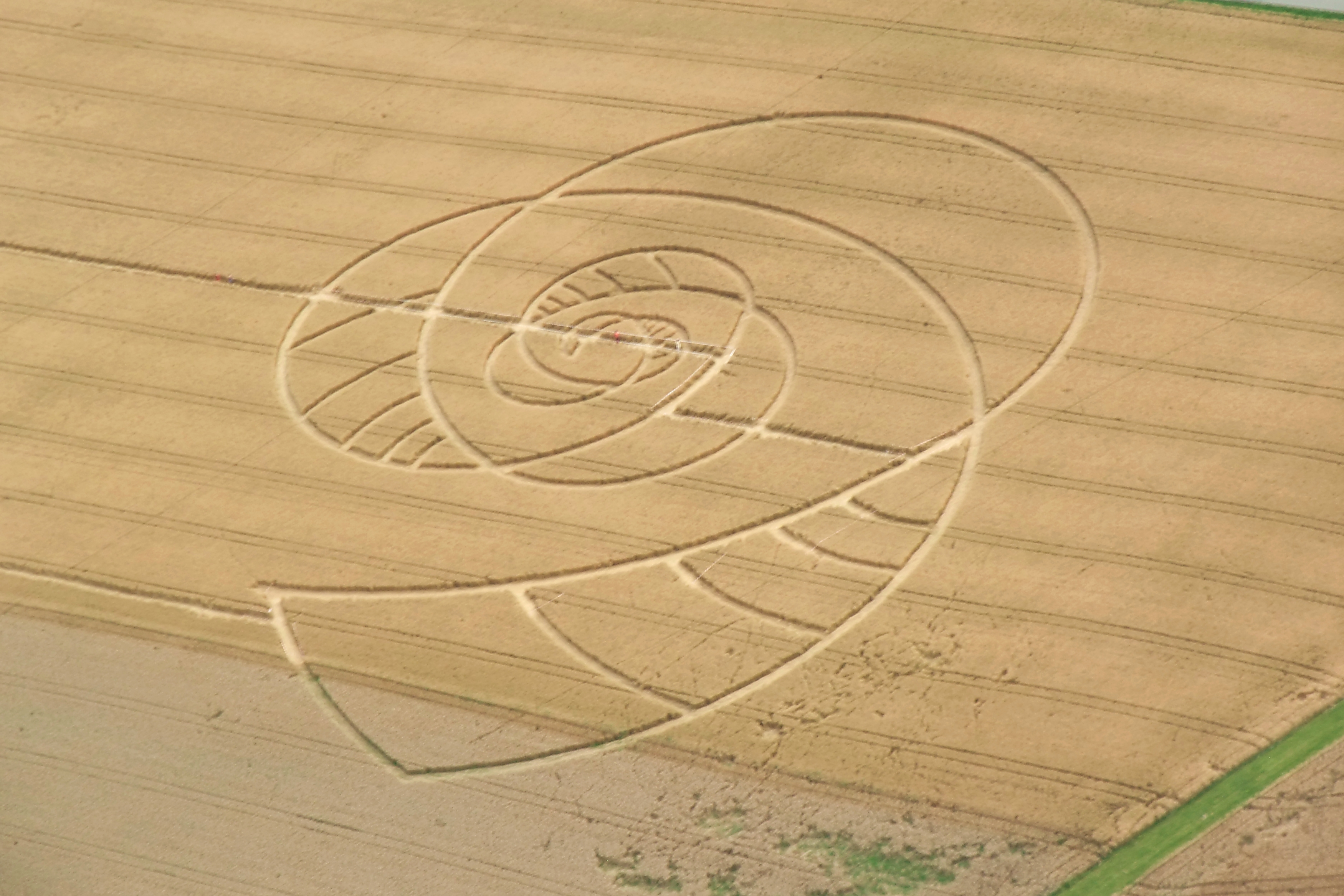
Suiza, 2009
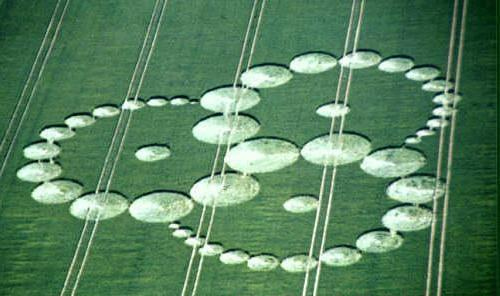